# Congleton (distrikt)
Congleton var ett distrikt i Cheshire East enhetskommun i Cheshire grevskap, England. Distriktet hade 90 655 invånare (2001).

## Civil parishes
- Alsager, Arclid, Betchton, Bradwall, Brereton, Church Lawton, Congleton, Cranage, Goostrey, Hassall, Holmes Chapel, Hulme Walfield, Middlewich, Moreton cum Alcumlow, Moston, Newbold Astbury, Odd Rode, Sandbach, Smallwood, Somerford Booths, Somerford, Swettenham och Twemlow.[2]